# Acidosasa venusta
Acidosasa venusta är en gräsart som först beskrevs av Mcclure, och fick sitt nu gällande namn av Zheng Ping Wang, Guang Han Ye, Chi Son Chao och Cheng De Chu. Acidosasa venusta ingår i släktet Acidosasa och familjen gräs. Inga underarter finns listade i Catalogue of Life.